# 崔若礪
崔若礪（1107年—1149年），字公治，宋代新兴人。
大观元年（1107年）生。绍兴八年（1138年）进士，歷官真陽縣尉、河源縣令。胡铨流放新兴，路經英州，二人一见如旧。兄弟崔若舟、崔若雨亦皆进士。绍兴十九年（1149年）十一月初四日卒，年四十三。